# Costa-Gavras
Pour les articles homonymes, voir Costa et Gavras.
Konstantínos Gavrás, plus connu sous le pseudonyme de Costa-Gavras (Κώστας Γαβράς, Kóstas Gavrás), né le 13 février 1933 à Loutrá Iréas en Arcadie (Grèce), est un cinéaste franco-grec, né d'un père grec originaire d'Odessa (Ukraine).
Chacun de ses films témoigne de son engagement et propose souvent une réflexion sur le pouvoir. Ses premiers succès sont des thrillers politiques, comme  Z et L'Aveu ; puis il filme des drames sentimentaux et de la social-fiction.
Il préside la Cinémathèque française de 1982 à 1987 et depuis 2007.

## Biographie

### Carrière
En raison de la  position antiroyaliste de son père, Konstantínos Gavrás (en grec Κωνσταντίνος Γαβράς), dit Costa-Gavras, ne peut étudier en Grèce, où le régime écarte les opposants. Il est contraint de fuir Athènes à dix-neuf ans pour pouvoir étudier. Il rejoint Paris, où il s'inscrit en licence de lettres à la Sorbonne tout en devant travailler. Il s'est intéressé au cinéma en se rendant à la Cinémathèque française qui se trouvait à l'époque rue d'Ulm. Il cite notamment Les Rapaces d'Erich von Stroheim comme l'un des films qui lui fit découvrir que le cinéma pouvait montrer des choses sérieuses. Il est alors admis à l'Institut des hautes études cinématographiques (IDHEC). Il travaille comme assistant pour Henri Verneuil, Jacques Demy et René Clément.
Le film Le Jour et l'Heure, où il travaille comme assistant, lui permet de rencontrer Simone Signoret et Yves Montand, dont il devient ami. Découvrant le livre Compartiment tueurs de Sébastien Japrisot, il en fait un scénario et y intéresse le producteur Julien Derode ; le film a du succès en France et même aux États-Unis, où il reçoit des critiques dithyrambiques.

Le film Z est son premier succès majeur.

Lors d'un séjour en Grèce il découvre le roman Z, de Vassilis Vassilikos, retraçant l'assassinat du député Grigoris Lambrakis, un des chefs de file de la gauche (EDA), organisé par la police et camouflé en accident. Dès son retour, il écrit le scénario du film Z en collaboration avec Jorge Semprún. Ne trouvant pas de financement, il en parle à Jacques Perrin, qu'il connait depuis le film Compartiment tueurs. Jacques Perrin, pour monter le film, va créer sa propre maison de production et utiliser ses contacts, en particulier en Algérie, où sera tourné le film. Jean-Louis Trintignant accepte un cachet modique et Yves Montand veut bien participer. Le film est un succès mondial, les gens applaudissent à la fin des séances ; il est récompensé par le « prix du Jury » au festival de Cannes, et obtient l'Oscar du « meilleur film étranger » et celui du « meilleur montage ».
Lors du montage de Z, au cours du dîner de Noël, Claude Lanzmann lui parle de Lise et Artur London qui avait été vice-ministre des Affaires étrangères de Tchécoslovaquie et était un des trois rescapés des procès de Prague qui s'étaient tenus en 1952. Beaucoup d'intellectuels de sa génération s'étaient enthousiasmés pour le stalinisme « parce qu'il ouvrait des perspectives qui paraissaient formidables. Jusqu'à ce que, peu à peu, on prenne conscience de l'envers du décor. » Yves Montand adhère aussi au projet de L'Aveu, et les financements se débloquent grâce au succès de Z.
L'Aveu est sorti après Z, dans une époque manichéenne, d'affrontement Est-Ouest. La guerre froide et les nombreux affrontements indirects, dont la guerre du Viêt Nam, suscitent des positions clivées. On est soit pro-occidental, donc dit de droite, soit antiaméricain, donc dit de gauche. Costa Gavras échappe à cette classification avec ces deux films. On lui a reproché d'attaquer la droite, puis la gauche, alors qu'il ne voulait que dénoncer les totalitarismes. Certaines personnes ne lui pardonnèrent pas d'avoir levé le voile sur le stalinisme et l'évitaient ostensiblement. Le film a connu un succès considérable et devint un phénomène politique et culturel qui a bouleversé son époque.

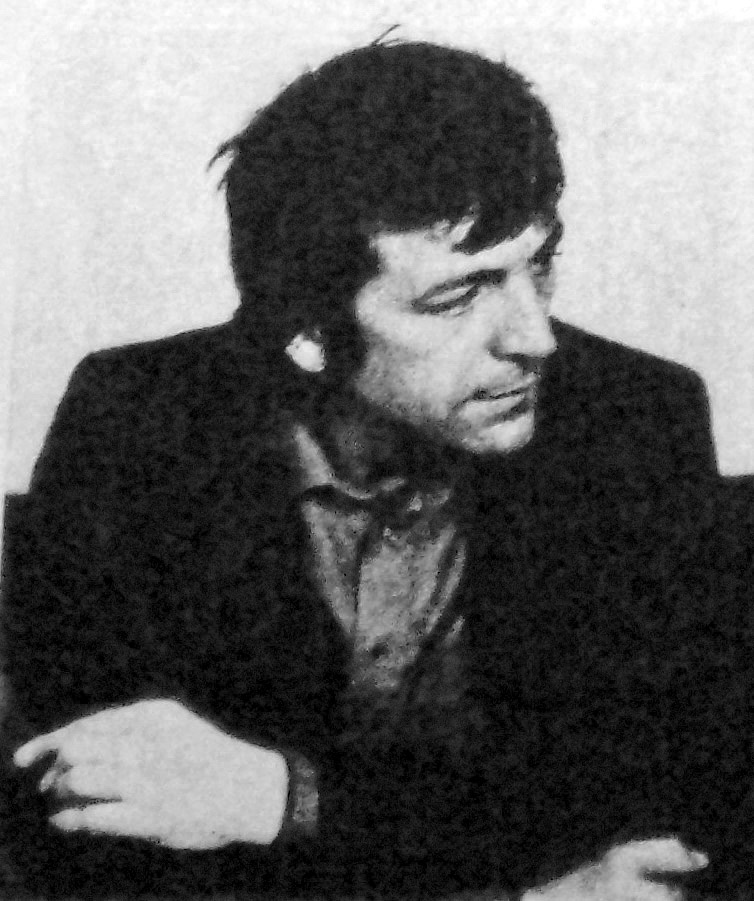
Costa-Gavras vers 1970.

Le film État de siège (1972) jette un coup d'œil sur les dictatures en Amérique latine et la torture propagée par la CIA.
Le film Clair de femme (1979) est tiré d'un roman du même nom de Romain Gary qui estima que c'était la première fois qu'il était content de l'adaptation d'une de ses œuvres à l'écran. Costa-Gavras fut séduit, dans cette histoire, par le fait qu'il s'agissait d'une « tentative de profanation du malheur, d'un hymne à la vie et d'une réhabilitation du couple ». Dustin Hoffman considéra ce film comme la plus belle histoire d'amour qu'il connaisse et, lors du tournage du film Mad City, suggéra à Costa-Gavras d'en faire une nouvelle version.
Auréolé de plusieurs succès, Hollywood commence à faire les yeux doux au réalisateur. Il se voit notamment proposer Le Parrain, mais décline en estimant que le roman de Mario Puzo est « un mauvais bouquin ».
Le scénario du film Missing (1982) est adapté du livre de Thomas Hauser : L'Exécution de Charles Horman, inspiré d'une histoire vraie. Le film raconte la disparition d'un jeune journaliste américain durant le coup d'État du général Augusto Pinochet en 1973. Ce qui l'avait touché dans cette histoire était « beaucoup moins le contexte politique du putsch que le thème du père qui, accompagné par sa belle-fille, recherche son fils coûte que coûte dans un pays en plein chaos. »
Le film a été controversé aux États-Unis car il met en lumière l'action des agents du gouvernement américain et leur responsabilité dans ce coup d'État. L'extrême-droite américaine demanda : « Mais que vient faire ici ce communiste européen ? »[réf. souhaitée]. Cependant le film reçut la Palme d'or et le prix d'interprétation masculine au festival de Cannes, et l'Oscar du « meilleur scénario », et il est toujours montré et présenté comme un film majeur dans les grandes universités américaines. Les musiques sont d'un autre célèbre Grec, Vangelis.
De 1982 à 1987, Costa-Gavras occupe le poste de président de la Cinémathèque française. Depuis 1987, il est président d'honneur de la Fondation Gan pour le Cinéma qu'il a contribué à créer.

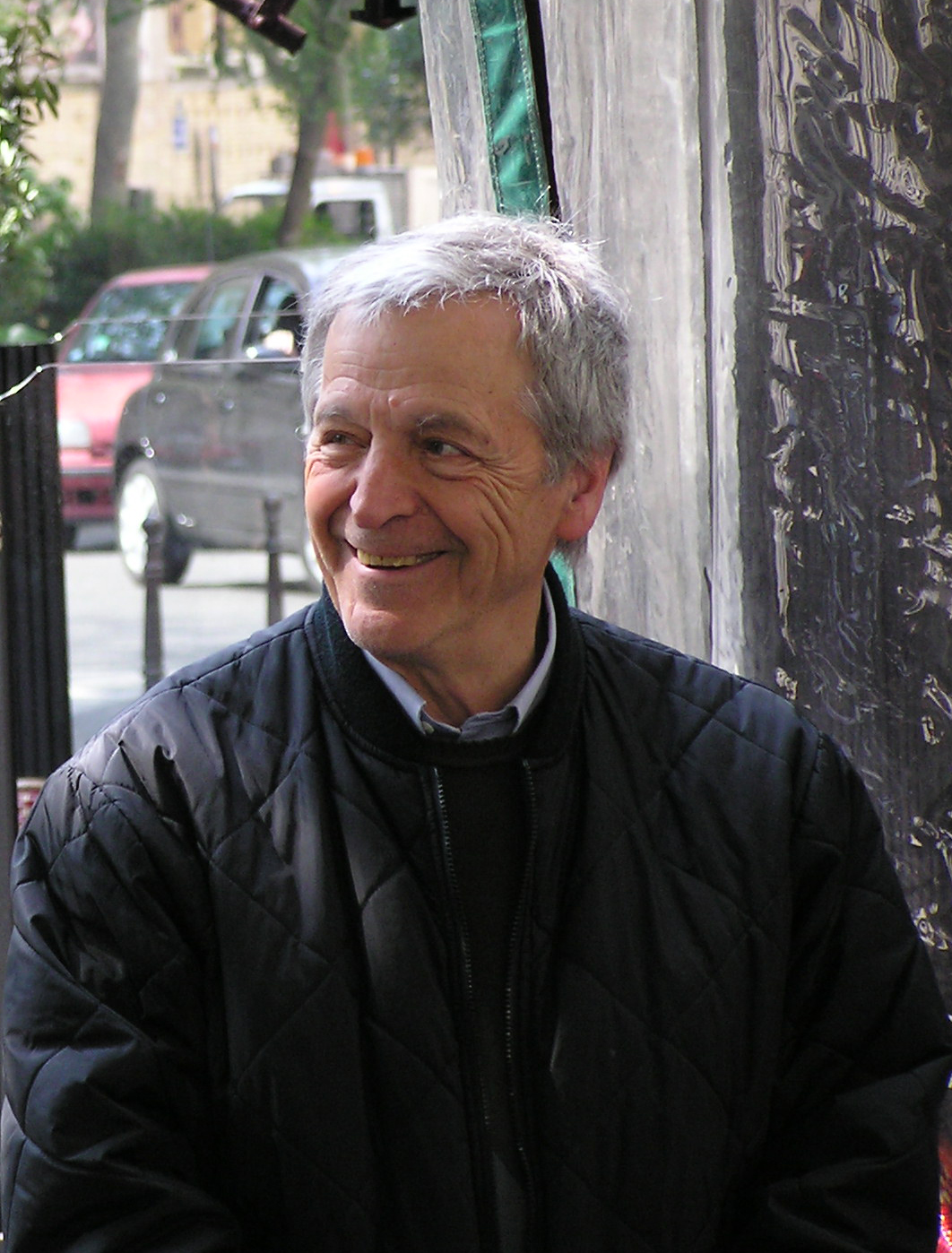
Costa-Gavras, en avril 2008, pendant le tournage de Eden à l'ouest.

Il est membre du comité de parrainage de la Coordination française pour la Décennie de la culture de paix et de non-violence et du comité de soutien du Centre Primo Levi (soins et soutien aux personnes victimes de la torture et de la violence politique).
Le 13 juin 2007, remplaçant Claude Berri malade, il est renommé président et administrateur de la Cinémathèque française, poste qu'il occupe encore.
En février 2008, il préside la Berlinale 2008.
Depuis 2011, il parraine un collège du Mans qui porte son nom et qui propose des classes cinéma. Tous les ans, il assiste aux séances de projection qui réunissent désormais toutes les écoles du réseau.
En 2014, il est président du jury du 40e Festival du cinéma américain de Deauville.
Il fait partie des 45 administrateurs de l'Académie des César.
Le 11 août 2022, il reçoit un Léopard pour l'ensemble de sa carrière lors du 75e Festival international du film de Locarno.
Le 28 février 2025, il reçoit un césar d'honneur lors de la 50e cérémonie des césars.

### Vie privée
Costa-Gavras s'est marié en 1968 avec la journaliste Michèle Ray, née en 1939.
Il est le père d'Alexandre Gavras (1969) et de Julie Gavras (1970), assistants et réalisateurs (La Faute à Fidel !, 2006), ainsi que de Romain Gavras (1981), cofondateur de la société de production Kourtrajmé.
En 2009, il apporte son soutien au réalisateur Roman Polanski, condamné pour abus sexuel sur mineur, à la suite de son arrestation en Suisse, et demande que celui-ci soit libéré. Il demande également à ce que « l'on cesse d'appeler cela un viol car la fille avait 13 ans mais en faisait 25 », et signe une pétition en sa faveur,.

## Filmographie

### Comme réalisateur

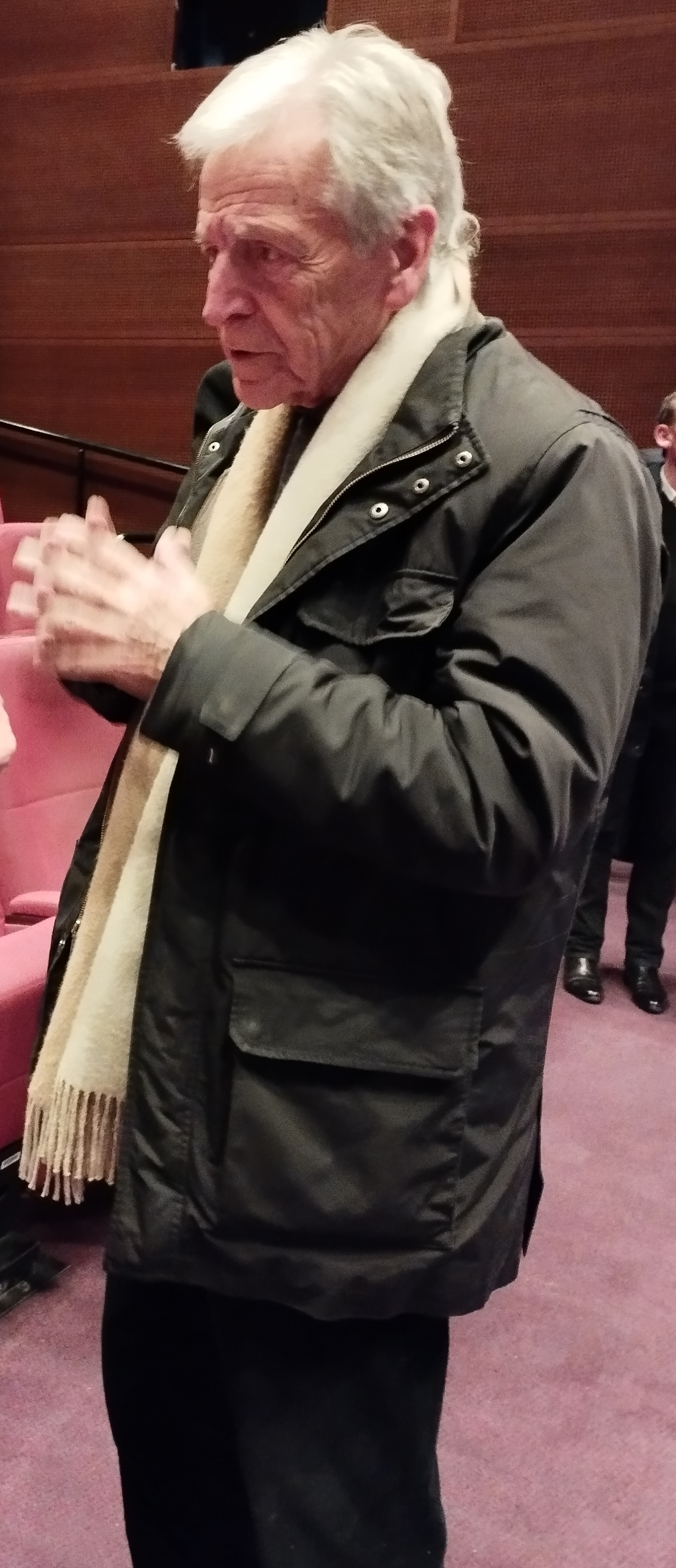
Costa-Gavras à la Cinémathèque française en décembre 2022.

#### Longs métrages
- 1965 : Compartiment tueurs
- 1967 : Un homme de trop
- 1969 : Z
- 1970 : L'Aveu
- 1973 : État de siège
- 1975 : Section spéciale
- 1979 : Clair de femme
- 1982 : Missing
- 1983 : Hanna K.
- 1986 : Conseil de famille
- 1988 : La Main droite du diable (Betrayed)
- 1989 : Music Box
- 1993 : La Petite Apocalypse
- 1995 : À propos de Nice, la suite (en collaboration avec d'autres réalisateurs)
- 1997 : Mad City
- 2002 : Amen.
- 2005 : Le Couperet
- 2009 : Eden à l'ouest
- 2012 : Le Capital
- 2019 : Adults in the Room
- 2024 : Le Dernier Souffle

#### Courts métrages
- 1958 : Les Ratés  (signé Kosty Gavras)
- 1991 : Contre l'oubli - segment Pour Kim Song-Man
- 1995 : Lumière et Compagnie - segment

### Comme scénariste
- 1965 : Compartiment tueurs
- 1967 : Un homme de trop
- 1969 : Z (non crédité)
- 1973 : État de siège
- 1975 : Section spéciale
- 1976 : Monsieur Klein
- 1979 : Clair de femme
- 1982 : Missing
- 1983 : Hanna K..
- 1986 : Conseil de famille
- 1993 : La Petite Apocalypse
- 2002 : Amen.
- 2005 : Le Couperet
- 2006 : Mon colonel de Laurent Herbiet coscénariste avec Jean-Claude Grumberg
- 2009 : Eden à l'ouest coscénariste avec Jean-Claude Grumberg
- 2012 : Le Capital
- 2019 : Adults in the Room

### Comme producteur
- 1967 : Un homme de trop
- 1969 : Ce n'est pas que le début (court métrage documentaire) de Pantelís Voúlgaris
- 1975 : Section spéciale (non crédité)
- 1985 : Le Thé au harem d'Archimède de Mehdi Charef
- 1985 : Pleure pas my love de Tony Gatlif
- 2006 : Mon colonel de Laurent Herbiet
- 2009 : Eden à l'ouest
- prévu en 2025 : No Other Choice (어쩔수가없다) de Park Chan-wook (co-production)

### Comme premier assistant réalisateur
- 1960 : Crésus assistant réalisateur de Jean Giono
- 1962 : Le Jour et l'Heure assistant de René Clément
- 1962 : Un singe en hiver assistant réalisateur de Henri Verneuil
- 1963 : La Baie des Anges assistant de Jacques Demy
- 1964 : Échappement libre assistant de Jean Becker
- 1964 : Les Félins assistant de René Clément

### Comme acteur
- 1977 : La Vie devant soi : Ramon
- 1985 : Drôles d'espions : Un soldat russe
- 1996 : Les Stupides (The Stupids) de John Landis : la personne à la station-service

## Distinctions

### Récompenses cinématographiques
- Pour Z en 1969 :
  - Prix du jury au festival de Cannes
  - Oscar du meilleur film étranger / nomination à l'Oscar du meilleur réalisateur
  - Prix Edgar-Allan-Poe du meilleur scénario
- Pour État de siège :
  - Prix Louis-Delluc[9]
- Pour Section spéciale en 1975 :
  - Prix de la mise en scène au festival de Cannes
- Pour Missing en 1982 :
  - Palme d'or au festival de Cannes
  - Oscar du meilleur scénario adapté à la 55e cérémonie des Oscars / nomination à l'Oscar du meilleur film
- Pour Music Box en 1990 :
  - Ours d'or à Berlin
- Pour Amen. (2002) :
  - Lumière du meilleur film à la 8e cérémonie des Lumières en 2003
  - César du meilleur scénario original ou adaptation 2003
- Pour l'ensemble de sa carrière :
  - En 1985, il reçoit la Médaille d'or du mérite des beaux-arts par le ministère de la Culture[10]
  - En 2013 : Magritte d'honneur à la 3e cérémonie des Magritte
  - En 2017 : Costa-Gavras est le lauréat du Prix France Culture Cinéma Consécration[11]
  - En 2017 : Prix international de Catalogne[12]
  - En 2019 : Prix Jaeger-LeCoultre Glory to Filmmaker lors du 76e Festival de Venise
  - En 2019 : Prix Donostia lors du 67e Festival international du film de Saint-Sébastien
  - En 2020 : Prix du Rimbaud d'honneur lors du Festival Les Rimbaud du Cinéma
  - En 2022 : Léopard lors du 75e Festival international du film de Locarno
  - En 2024 : Prix Lumière d'honneur lors du 16e Festival Lumière[13]
- César 2025 : César d'honneur[14]

### Décorations
- Commandeur de la Légion d'honneur. Il est fait chevalier le 15 avril 1996, puis promu officier le 29 mars 2013[15], et commandeur le 13 juillet 2019[16].
- Officier de l'ordre national du Mérite Il est directement fait officier le 15 mai 2000[17].
- Ordre du Mérite national (Algérie)[18]

## Publication
- Costa-Gavras, Va où il est impossible d'aller, Paris, Le Seuil, coll. « Mémoires », 2018, 526 p. (ISBN 9782021393897).
- Préface d'Opération Condor, un homme face à la terreur en Amérique latine, Paris, Saint-Simon, 2020, Pablo Daniel Magee.